# Immortelle péruvienne
Cet article utilise la notation algébrique pour décrire des coups du jeu d'échecs.
L'Immortelle péruvienne est une fameuse partie d'échecs jouée par le maître péruvien Esteban Canal contre un amateur inconnu lors d'une partie simultanée à Budapest en 1934,. En seulement 14 coups, Canal sacrifie ses deux tours et sa dame pour obtenir le mat de Boden.
Du Mont l'appelle une « charmante partie ». Irving Chernev a écrit « un homme pourrait jouer un million de parties et pourtant ne jamais reproduire l'exploit de Canal. Croyez-le ou non, il sacrifie sa dame et ses deux tours ! ». Fred Reinfeld a écrit : « Lorsqu'Anderssen a sacrifié deux tours, une dame, etc. contre Kieseritzky, la partie a été appelée la Partie immortelle. Il serait plus précis de l'appeler une partie immortelle, puisqu'il y a eu depuis plusieurs parties qui pouvaient se mériter ce titre. Parmi celles-ci, on se doit de mentionner un petit bijou réalisé par Canal en moins de cinq minutes. Cette partie a l'éclat d'une improvisation de Liszt. »

## Partie commentée
|   | a | b | c | d | e | f | g | h |   |
| 8 | Roi noir sur case blanche c8 · Tour noire sur case noire d8 · Cavalier noir sur case blanche g8 · Tour noire sur case noire h8 · Pion noir sur case noire a7 · Pion noir sur case blanche b7 · Cavalier noir sur case blanche d7 · Pion noir sur case blanche f7 · Pion noir sur case noire g7 · Pion noir sur case blanche h7 · Pion noir sur case blanche c6 · Pion noir sur case blanche e6 · Dame noire sur case noire a5 · Fou noir sur case noire b4 · Pion blanc sur case noire d4 · Fou blanc sur case noire f4 · Pion blanc sur case noire a3 · Cavalier blanc sur case noire c3 · Dame blanche sur case blanche f3 · Pion blanc sur case blanche h3 · Pion blanc sur case noire b2 · Pion blanc sur case blanche c2 · Fou blanc sur case blanche e2 · Pion blanc sur case noire f2 · Pion blanc sur case blanche g2 · Tour blanche sur case noire a1 · Roi blanc sur case noire e1 · Tour blanche sur case blanche h1 | Roi noir sur case blanche c8 · Tour noire sur case noire d8 · Cavalier noir sur case blanche g8 · Tour noire sur case noire h8 · Pion noir sur case noire a7 · Pion noir sur case blanche b7 · Cavalier noir sur case blanche d7 · Pion noir sur case blanche f7 · Pion noir sur case noire g7 · Pion noir sur case blanche h7 · Pion noir sur case blanche c6 · Pion noir sur case blanche e6 · Dame noire sur case noire a5 · Fou noir sur case noire b4 · Pion blanc sur case noire d4 · Fou blanc sur case noire f4 · Pion blanc sur case noire a3 · Cavalier blanc sur case noire c3 · Dame blanche sur case blanche f3 · Pion blanc sur case blanche h3 · Pion blanc sur case noire b2 · Pion blanc sur case blanche c2 · Fou blanc sur case blanche e2 · Pion blanc sur case noire f2 · Pion blanc sur case blanche g2 · Tour blanche sur case noire a1 · Roi blanc sur case noire e1 · Tour blanche sur case blanche h1 | Roi noir sur case blanche c8 · Tour noire sur case noire d8 · Cavalier noir sur case blanche g8 · Tour noire sur case noire h8 · Pion noir sur case noire a7 · Pion noir sur case blanche b7 · Cavalier noir sur case blanche d7 · Pion noir sur case blanche f7 · Pion noir sur case noire g7 · Pion noir sur case blanche h7 · Pion noir sur case blanche c6 · Pion noir sur case blanche e6 · Dame noire sur case noire a5 · Fou noir sur case noire b4 · Pion blanc sur case noire d4 · Fou blanc sur case noire f4 · Pion blanc sur case noire a3 · Cavalier blanc sur case noire c3 · Dame blanche sur case blanche f3 · Pion blanc sur case blanche h3 · Pion blanc sur case noire b2 · Pion blanc sur case blanche c2 · Fou blanc sur case blanche e2 · Pion blanc sur case noire f2 · Pion blanc sur case blanche g2 · Tour blanche sur case noire a1 · Roi blanc sur case noire e1 · Tour blanche sur case blanche h1 | Roi noir sur case blanche c8 · Tour noire sur case noire d8 · Cavalier noir sur case blanche g8 · Tour noire sur case noire h8 · Pion noir sur case noire a7 · Pion noir sur case blanche b7 · Cavalier noir sur case blanche d7 · Pion noir sur case blanche f7 · Pion noir sur case noire g7 · Pion noir sur case blanche h7 · Pion noir sur case blanche c6 · Pion noir sur case blanche e6 · Dame noire sur case noire a5 · Fou noir sur case noire b4 · Pion blanc sur case noire d4 · Fou blanc sur case noire f4 · Pion blanc sur case noire a3 · Cavalier blanc sur case noire c3 · Dame blanche sur case blanche f3 · Pion blanc sur case blanche h3 · Pion blanc sur case noire b2 · Pion blanc sur case blanche c2 · Fou blanc sur case blanche e2 · Pion blanc sur case noire f2 · Pion blanc sur case blanche g2 · Tour blanche sur case noire a1 · Roi blanc sur case noire e1 · Tour blanche sur case blanche h1 | Roi noir sur case blanche c8 · Tour noire sur case noire d8 · Cavalier noir sur case blanche g8 · Tour noire sur case noire h8 · Pion noir sur case noire a7 · Pion noir sur case blanche b7 · Cavalier noir sur case blanche d7 · Pion noir sur case blanche f7 · Pion noir sur case noire g7 · Pion noir sur case blanche h7 · Pion noir sur case blanche c6 · Pion noir sur case blanche e6 · Dame noire sur case noire a5 · Fou noir sur case noire b4 · Pion blanc sur case noire d4 · Fou blanc sur case noire f4 · Pion blanc sur case noire a3 · Cavalier blanc sur case noire c3 · Dame blanche sur case blanche f3 · Pion blanc sur case blanche h3 · Pion blanc sur case noire b2 · Pion blanc sur case blanche c2 · Fou blanc sur case blanche e2 · Pion blanc sur case noire f2 · Pion blanc sur case blanche g2 · Tour blanche sur case noire a1 · Roi blanc sur case noire e1 · Tour blanche sur case blanche h1 | Roi noir sur case blanche c8 · Tour noire sur case noire d8 · Cavalier noir sur case blanche g8 · Tour noire sur case noire h8 · Pion noir sur case noire a7 · Pion noir sur case blanche b7 · Cavalier noir sur case blanche d7 · Pion noir sur case blanche f7 · Pion noir sur case noire g7 · Pion noir sur case blanche h7 · Pion noir sur case blanche c6 · Pion noir sur case blanche e6 · Dame noire sur case noire a5 · Fou noir sur case noire b4 · Pion blanc sur case noire d4 · Fou blanc sur case noire f4 · Pion blanc sur case noire a3 · Cavalier blanc sur case noire c3 · Dame blanche sur case blanche f3 · Pion blanc sur case blanche h3 · Pion blanc sur case noire b2 · Pion blanc sur case blanche c2 · Fou blanc sur case blanche e2 · Pion blanc sur case noire f2 · Pion blanc sur case blanche g2 · Tour blanche sur case noire a1 · Roi blanc sur case noire e1 · Tour blanche sur case blanche h1 | Roi noir sur case blanche c8 · Tour noire sur case noire d8 · Cavalier noir sur case blanche g8 · Tour noire sur case noire h8 · Pion noir sur case noire a7 · Pion noir sur case blanche b7 · Cavalier noir sur case blanche d7 · Pion noir sur case blanche f7 · Pion noir sur case noire g7 · Pion noir sur case blanche h7 · Pion noir sur case blanche c6 · Pion noir sur case blanche e6 · Dame noire sur case noire a5 · Fou noir sur case noire b4 · Pion blanc sur case noire d4 · Fou blanc sur case noire f4 · Pion blanc sur case noire a3 · Cavalier blanc sur case noire c3 · Dame blanche sur case blanche f3 · Pion blanc sur case blanche h3 · Pion blanc sur case noire b2 · Pion blanc sur case blanche c2 · Fou blanc sur case blanche e2 · Pion blanc sur case noire f2 · Pion blanc sur case blanche g2 · Tour blanche sur case noire a1 · Roi blanc sur case noire e1 · Tour blanche sur case blanche h1 | Roi noir sur case blanche c8 · Tour noire sur case noire d8 · Cavalier noir sur case blanche g8 · Tour noire sur case noire h8 · Pion noir sur case noire a7 · Pion noir sur case blanche b7 · Cavalier noir sur case blanche d7 · Pion noir sur case blanche f7 · Pion noir sur case noire g7 · Pion noir sur case blanche h7 · Pion noir sur case blanche c6 · Pion noir sur case blanche e6 · Dame noire sur case noire a5 · Fou noir sur case noire b4 · Pion blanc sur case noire d4 · Fou blanc sur case noire f4 · Pion blanc sur case noire a3 · Cavalier blanc sur case noire c3 · Dame blanche sur case blanche f3 · Pion blanc sur case blanche h3 · Pion blanc sur case noire b2 · Pion blanc sur case blanche c2 · Fou blanc sur case blanche e2 · Pion blanc sur case noire f2 · Pion blanc sur case blanche g2 · Tour blanche sur case noire a1 · Roi blanc sur case noire e1 · Tour blanche sur case blanche h1 | 8 |
| 7 | Roi noir sur case blanche c8 · Tour noire sur case noire d8 · Cavalier noir sur case blanche g8 · Tour noire sur case noire h8 · Pion noir sur case noire a7 · Pion noir sur case blanche b7 · Cavalier noir sur case blanche d7 · Pion noir sur case blanche f7 · Pion noir sur case noire g7 · Pion noir sur case blanche h7 · Pion noir sur case blanche c6 · Pion noir sur case blanche e6 · Dame noire sur case noire a5 · Fou noir sur case noire b4 · Pion blanc sur case noire d4 · Fou blanc sur case noire f4 · Pion blanc sur case noire a3 · Cavalier blanc sur case noire c3 · Dame blanche sur case blanche f3 · Pion blanc sur case blanche h3 · Pion blanc sur case noire b2 · Pion blanc sur case blanche c2 · Fou blanc sur case blanche e2 · Pion blanc sur case noire f2 · Pion blanc sur case blanche g2 · Tour blanche sur case noire a1 · Roi blanc sur case noire e1 · Tour blanche sur case blanche h1 | Roi noir sur case blanche c8 · Tour noire sur case noire d8 · Cavalier noir sur case blanche g8 · Tour noire sur case noire h8 · Pion noir sur case noire a7 · Pion noir sur case blanche b7 · Cavalier noir sur case blanche d7 · Pion noir sur case blanche f7 · Pion noir sur case noire g7 · Pion noir sur case blanche h7 · Pion noir sur case blanche c6 · Pion noir sur case blanche e6 · Dame noire sur case noire a5 · Fou noir sur case noire b4 · Pion blanc sur case noire d4 · Fou blanc sur case noire f4 · Pion blanc sur case noire a3 · Cavalier blanc sur case noire c3 · Dame blanche sur case blanche f3 · Pion blanc sur case blanche h3 · Pion blanc sur case noire b2 · Pion blanc sur case blanche c2 · Fou blanc sur case blanche e2 · Pion blanc sur case noire f2 · Pion blanc sur case blanche g2 · Tour blanche sur case noire a1 · Roi blanc sur case noire e1 · Tour blanche sur case blanche h1 | Roi noir sur case blanche c8 · Tour noire sur case noire d8 · Cavalier noir sur case blanche g8 · Tour noire sur case noire h8 · Pion noir sur case noire a7 · Pion noir sur case blanche b7 · Cavalier noir sur case blanche d7 · Pion noir sur case blanche f7 · Pion noir sur case noire g7 · Pion noir sur case blanche h7 · Pion noir sur case blanche c6 · Pion noir sur case blanche e6 · Dame noire sur case noire a5 · Fou noir sur case noire b4 · Pion blanc sur case noire d4 · Fou blanc sur case noire f4 · Pion blanc sur case noire a3 · Cavalier blanc sur case noire c3 · Dame blanche sur case blanche f3 · Pion blanc sur case blanche h3 · Pion blanc sur case noire b2 · Pion blanc sur case blanche c2 · Fou blanc sur case blanche e2 · Pion blanc sur case noire f2 · Pion blanc sur case blanche g2 · Tour blanche sur case noire a1 · Roi blanc sur case noire e1 · Tour blanche sur case blanche h1 | Roi noir sur case blanche c8 · Tour noire sur case noire d8 · Cavalier noir sur case blanche g8 · Tour noire sur case noire h8 · Pion noir sur case noire a7 · Pion noir sur case blanche b7 · Cavalier noir sur case blanche d7 · Pion noir sur case blanche f7 · Pion noir sur case noire g7 · Pion noir sur case blanche h7 · Pion noir sur case blanche c6 · Pion noir sur case blanche e6 · Dame noire sur case noire a5 · Fou noir sur case noire b4 · Pion blanc sur case noire d4 · Fou blanc sur case noire f4 · Pion blanc sur case noire a3 · Cavalier blanc sur case noire c3 · Dame blanche sur case blanche f3 · Pion blanc sur case blanche h3 · Pion blanc sur case noire b2 · Pion blanc sur case blanche c2 · Fou blanc sur case blanche e2 · Pion blanc sur case noire f2 · Pion blanc sur case blanche g2 · Tour blanche sur case noire a1 · Roi blanc sur case noire e1 · Tour blanche sur case blanche h1 | Roi noir sur case blanche c8 · Tour noire sur case noire d8 · Cavalier noir sur case blanche g8 · Tour noire sur case noire h8 · Pion noir sur case noire a7 · Pion noir sur case blanche b7 · Cavalier noir sur case blanche d7 · Pion noir sur case blanche f7 · Pion noir sur case noire g7 · Pion noir sur case blanche h7 · Pion noir sur case blanche c6 · Pion noir sur case blanche e6 · Dame noire sur case noire a5 · Fou noir sur case noire b4 · Pion blanc sur case noire d4 · Fou blanc sur case noire f4 · Pion blanc sur case noire a3 · Cavalier blanc sur case noire c3 · Dame blanche sur case blanche f3 · Pion blanc sur case blanche h3 · Pion blanc sur case noire b2 · Pion blanc sur case blanche c2 · Fou blanc sur case blanche e2 · Pion blanc sur case noire f2 · Pion blanc sur case blanche g2 · Tour blanche sur case noire a1 · Roi blanc sur case noire e1 · Tour blanche sur case blanche h1 | Roi noir sur case blanche c8 · Tour noire sur case noire d8 · Cavalier noir sur case blanche g8 · Tour noire sur case noire h8 · Pion noir sur case noire a7 · Pion noir sur case blanche b7 · Cavalier noir sur case blanche d7 · Pion noir sur case blanche f7 · Pion noir sur case noire g7 · Pion noir sur case blanche h7 · Pion noir sur case blanche c6 · Pion noir sur case blanche e6 · Dame noire sur case noire a5 · Fou noir sur case noire b4 · Pion blanc sur case noire d4 · Fou blanc sur case noire f4 · Pion blanc sur case noire a3 · Cavalier blanc sur case noire c3 · Dame blanche sur case blanche f3 · Pion blanc sur case blanche h3 · Pion blanc sur case noire b2 · Pion blanc sur case blanche c2 · Fou blanc sur case blanche e2 · Pion blanc sur case noire f2 · Pion blanc sur case blanche g2 · Tour blanche sur case noire a1 · Roi blanc sur case noire e1 · Tour blanche sur case blanche h1 | Roi noir sur case blanche c8 · Tour noire sur case noire d8 · Cavalier noir sur case blanche g8 · Tour noire sur case noire h8 · Pion noir sur case noire a7 · Pion noir sur case blanche b7 · Cavalier noir sur case blanche d7 · Pion noir sur case blanche f7 · Pion noir sur case noire g7 · Pion noir sur case blanche h7 · Pion noir sur case blanche c6 · Pion noir sur case blanche e6 · Dame noire sur case noire a5 · Fou noir sur case noire b4 · Pion blanc sur case noire d4 · Fou blanc sur case noire f4 · Pion blanc sur case noire a3 · Cavalier blanc sur case noire c3 · Dame blanche sur case blanche f3 · Pion blanc sur case blanche h3 · Pion blanc sur case noire b2 · Pion blanc sur case blanche c2 · Fou blanc sur case blanche e2 · Pion blanc sur case noire f2 · Pion blanc sur case blanche g2 · Tour blanche sur case noire a1 · Roi blanc sur case noire e1 · Tour blanche sur case blanche h1 | Roi noir sur case blanche c8 · Tour noire sur case noire d8 · Cavalier noir sur case blanche g8 · Tour noire sur case noire h8 · Pion noir sur case noire a7 · Pion noir sur case blanche b7 · Cavalier noir sur case blanche d7 · Pion noir sur case blanche f7 · Pion noir sur case noire g7 · Pion noir sur case blanche h7 · Pion noir sur case blanche c6 · Pion noir sur case blanche e6 · Dame noire sur case noire a5 · Fou noir sur case noire b4 · Pion blanc sur case noire d4 · Fou blanc sur case noire f4 · Pion blanc sur case noire a3 · Cavalier blanc sur case noire c3 · Dame blanche sur case blanche f3 · Pion blanc sur case blanche h3 · Pion blanc sur case noire b2 · Pion blanc sur case blanche c2 · Fou blanc sur case blanche e2 · Pion blanc sur case noire f2 · Pion blanc sur case blanche g2 · Tour blanche sur case noire a1 · Roi blanc sur case noire e1 · Tour blanche sur case blanche h1 | 7 |
| 6 | Roi noir sur case blanche c8 · Tour noire sur case noire d8 · Cavalier noir sur case blanche g8 · Tour noire sur case noire h8 · Pion noir sur case noire a7 · Pion noir sur case blanche b7 · Cavalier noir sur case blanche d7 · Pion noir sur case blanche f7 · Pion noir sur case noire g7 · Pion noir sur case blanche h7 · Pion noir sur case blanche c6 · Pion noir sur case blanche e6 · Dame noire sur case noire a5 · Fou noir sur case noire b4 · Pion blanc sur case noire d4 · Fou blanc sur case noire f4 · Pion blanc sur case noire a3 · Cavalier blanc sur case noire c3 · Dame blanche sur case blanche f3 · Pion blanc sur case blanche h3 · Pion blanc sur case noire b2 · Pion blanc sur case blanche c2 · Fou blanc sur case blanche e2 · Pion blanc sur case noire f2 · Pion blanc sur case blanche g2 · Tour blanche sur case noire a1 · Roi blanc sur case noire e1 · Tour blanche sur case blanche h1 | Roi noir sur case blanche c8 · Tour noire sur case noire d8 · Cavalier noir sur case blanche g8 · Tour noire sur case noire h8 · Pion noir sur case noire a7 · Pion noir sur case blanche b7 · Cavalier noir sur case blanche d7 · Pion noir sur case blanche f7 · Pion noir sur case noire g7 · Pion noir sur case blanche h7 · Pion noir sur case blanche c6 · Pion noir sur case blanche e6 · Dame noire sur case noire a5 · Fou noir sur case noire b4 · Pion blanc sur case noire d4 · Fou blanc sur case noire f4 · Pion blanc sur case noire a3 · Cavalier blanc sur case noire c3 · Dame blanche sur case blanche f3 · Pion blanc sur case blanche h3 · Pion blanc sur case noire b2 · Pion blanc sur case blanche c2 · Fou blanc sur case blanche e2 · Pion blanc sur case noire f2 · Pion blanc sur case blanche g2 · Tour blanche sur case noire a1 · Roi blanc sur case noire e1 · Tour blanche sur case blanche h1 | Roi noir sur case blanche c8 · Tour noire sur case noire d8 · Cavalier noir sur case blanche g8 · Tour noire sur case noire h8 · Pion noir sur case noire a7 · Pion noir sur case blanche b7 · Cavalier noir sur case blanche d7 · Pion noir sur case blanche f7 · Pion noir sur case noire g7 · Pion noir sur case blanche h7 · Pion noir sur case blanche c6 · Pion noir sur case blanche e6 · Dame noire sur case noire a5 · Fou noir sur case noire b4 · Pion blanc sur case noire d4 · Fou blanc sur case noire f4 · Pion blanc sur case noire a3 · Cavalier blanc sur case noire c3 · Dame blanche sur case blanche f3 · Pion blanc sur case blanche h3 · Pion blanc sur case noire b2 · Pion blanc sur case blanche c2 · Fou blanc sur case blanche e2 · Pion blanc sur case noire f2 · Pion blanc sur case blanche g2 · Tour blanche sur case noire a1 · Roi blanc sur case noire e1 · Tour blanche sur case blanche h1 | Roi noir sur case blanche c8 · Tour noire sur case noire d8 · Cavalier noir sur case blanche g8 · Tour noire sur case noire h8 · Pion noir sur case noire a7 · Pion noir sur case blanche b7 · Cavalier noir sur case blanche d7 · Pion noir sur case blanche f7 · Pion noir sur case noire g7 · Pion noir sur case blanche h7 · Pion noir sur case blanche c6 · Pion noir sur case blanche e6 · Dame noire sur case noire a5 · Fou noir sur case noire b4 · Pion blanc sur case noire d4 · Fou blanc sur case noire f4 · Pion blanc sur case noire a3 · Cavalier blanc sur case noire c3 · Dame blanche sur case blanche f3 · Pion blanc sur case blanche h3 · Pion blanc sur case noire b2 · Pion blanc sur case blanche c2 · Fou blanc sur case blanche e2 · Pion blanc sur case noire f2 · Pion blanc sur case blanche g2 · Tour blanche sur case noire a1 · Roi blanc sur case noire e1 · Tour blanche sur case blanche h1 | Roi noir sur case blanche c8 · Tour noire sur case noire d8 · Cavalier noir sur case blanche g8 · Tour noire sur case noire h8 · Pion noir sur case noire a7 · Pion noir sur case blanche b7 · Cavalier noir sur case blanche d7 · Pion noir sur case blanche f7 · Pion noir sur case noire g7 · Pion noir sur case blanche h7 · Pion noir sur case blanche c6 · Pion noir sur case blanche e6 · Dame noire sur case noire a5 · Fou noir sur case noire b4 · Pion blanc sur case noire d4 · Fou blanc sur case noire f4 · Pion blanc sur case noire a3 · Cavalier blanc sur case noire c3 · Dame blanche sur case blanche f3 · Pion blanc sur case blanche h3 · Pion blanc sur case noire b2 · Pion blanc sur case blanche c2 · Fou blanc sur case blanche e2 · Pion blanc sur case noire f2 · Pion blanc sur case blanche g2 · Tour blanche sur case noire a1 · Roi blanc sur case noire e1 · Tour blanche sur case blanche h1 | Roi noir sur case blanche c8 · Tour noire sur case noire d8 · Cavalier noir sur case blanche g8 · Tour noire sur case noire h8 · Pion noir sur case noire a7 · Pion noir sur case blanche b7 · Cavalier noir sur case blanche d7 · Pion noir sur case blanche f7 · Pion noir sur case noire g7 · Pion noir sur case blanche h7 · Pion noir sur case blanche c6 · Pion noir sur case blanche e6 · Dame noire sur case noire a5 · Fou noir sur case noire b4 · Pion blanc sur case noire d4 · Fou blanc sur case noire f4 · Pion blanc sur case noire a3 · Cavalier blanc sur case noire c3 · Dame blanche sur case blanche f3 · Pion blanc sur case blanche h3 · Pion blanc sur case noire b2 · Pion blanc sur case blanche c2 · Fou blanc sur case blanche e2 · Pion blanc sur case noire f2 · Pion blanc sur case blanche g2 · Tour blanche sur case noire a1 · Roi blanc sur case noire e1 · Tour blanche sur case blanche h1 | Roi noir sur case blanche c8 · Tour noire sur case noire d8 · Cavalier noir sur case blanche g8 · Tour noire sur case noire h8 · Pion noir sur case noire a7 · Pion noir sur case blanche b7 · Cavalier noir sur case blanche d7 · Pion noir sur case blanche f7 · Pion noir sur case noire g7 · Pion noir sur case blanche h7 · Pion noir sur case blanche c6 · Pion noir sur case blanche e6 · Dame noire sur case noire a5 · Fou noir sur case noire b4 · Pion blanc sur case noire d4 · Fou blanc sur case noire f4 · Pion blanc sur case noire a3 · Cavalier blanc sur case noire c3 · Dame blanche sur case blanche f3 · Pion blanc sur case blanche h3 · Pion blanc sur case noire b2 · Pion blanc sur case blanche c2 · Fou blanc sur case blanche e2 · Pion blanc sur case noire f2 · Pion blanc sur case blanche g2 · Tour blanche sur case noire a1 · Roi blanc sur case noire e1 · Tour blanche sur case blanche h1 | Roi noir sur case blanche c8 · Tour noire sur case noire d8 · Cavalier noir sur case blanche g8 · Tour noire sur case noire h8 · Pion noir sur case noire a7 · Pion noir sur case blanche b7 · Cavalier noir sur case blanche d7 · Pion noir sur case blanche f7 · Pion noir sur case noire g7 · Pion noir sur case blanche h7 · Pion noir sur case blanche c6 · Pion noir sur case blanche e6 · Dame noire sur case noire a5 · Fou noir sur case noire b4 · Pion blanc sur case noire d4 · Fou blanc sur case noire f4 · Pion blanc sur case noire a3 · Cavalier blanc sur case noire c3 · Dame blanche sur case blanche f3 · Pion blanc sur case blanche h3 · Pion blanc sur case noire b2 · Pion blanc sur case blanche c2 · Fou blanc sur case blanche e2 · Pion blanc sur case noire f2 · Pion blanc sur case blanche g2 · Tour blanche sur case noire a1 · Roi blanc sur case noire e1 · Tour blanche sur case blanche h1 | 6 |
| 5 | Roi noir sur case blanche c8 · Tour noire sur case noire d8 · Cavalier noir sur case blanche g8 · Tour noire sur case noire h8 · Pion noir sur case noire a7 · Pion noir sur case blanche b7 · Cavalier noir sur case blanche d7 · Pion noir sur case blanche f7 · Pion noir sur case noire g7 · Pion noir sur case blanche h7 · Pion noir sur case blanche c6 · Pion noir sur case blanche e6 · Dame noire sur case noire a5 · Fou noir sur case noire b4 · Pion blanc sur case noire d4 · Fou blanc sur case noire f4 · Pion blanc sur case noire a3 · Cavalier blanc sur case noire c3 · Dame blanche sur case blanche f3 · Pion blanc sur case blanche h3 · Pion blanc sur case noire b2 · Pion blanc sur case blanche c2 · Fou blanc sur case blanche e2 · Pion blanc sur case noire f2 · Pion blanc sur case blanche g2 · Tour blanche sur case noire a1 · Roi blanc sur case noire e1 · Tour blanche sur case blanche h1 | Roi noir sur case blanche c8 · Tour noire sur case noire d8 · Cavalier noir sur case blanche g8 · Tour noire sur case noire h8 · Pion noir sur case noire a7 · Pion noir sur case blanche b7 · Cavalier noir sur case blanche d7 · Pion noir sur case blanche f7 · Pion noir sur case noire g7 · Pion noir sur case blanche h7 · Pion noir sur case blanche c6 · Pion noir sur case blanche e6 · Dame noire sur case noire a5 · Fou noir sur case noire b4 · Pion blanc sur case noire d4 · Fou blanc sur case noire f4 · Pion blanc sur case noire a3 · Cavalier blanc sur case noire c3 · Dame blanche sur case blanche f3 · Pion blanc sur case blanche h3 · Pion blanc sur case noire b2 · Pion blanc sur case blanche c2 · Fou blanc sur case blanche e2 · Pion blanc sur case noire f2 · Pion blanc sur case blanche g2 · Tour blanche sur case noire a1 · Roi blanc sur case noire e1 · Tour blanche sur case blanche h1 | Roi noir sur case blanche c8 · Tour noire sur case noire d8 · Cavalier noir sur case blanche g8 · Tour noire sur case noire h8 · Pion noir sur case noire a7 · Pion noir sur case blanche b7 · Cavalier noir sur case blanche d7 · Pion noir sur case blanche f7 · Pion noir sur case noire g7 · Pion noir sur case blanche h7 · Pion noir sur case blanche c6 · Pion noir sur case blanche e6 · Dame noire sur case noire a5 · Fou noir sur case noire b4 · Pion blanc sur case noire d4 · Fou blanc sur case noire f4 · Pion blanc sur case noire a3 · Cavalier blanc sur case noire c3 · Dame blanche sur case blanche f3 · Pion blanc sur case blanche h3 · Pion blanc sur case noire b2 · Pion blanc sur case blanche c2 · Fou blanc sur case blanche e2 · Pion blanc sur case noire f2 · Pion blanc sur case blanche g2 · Tour blanche sur case noire a1 · Roi blanc sur case noire e1 · Tour blanche sur case blanche h1 | Roi noir sur case blanche c8 · Tour noire sur case noire d8 · Cavalier noir sur case blanche g8 · Tour noire sur case noire h8 · Pion noir sur case noire a7 · Pion noir sur case blanche b7 · Cavalier noir sur case blanche d7 · Pion noir sur case blanche f7 · Pion noir sur case noire g7 · Pion noir sur case blanche h7 · Pion noir sur case blanche c6 · Pion noir sur case blanche e6 · Dame noire sur case noire a5 · Fou noir sur case noire b4 · Pion blanc sur case noire d4 · Fou blanc sur case noire f4 · Pion blanc sur case noire a3 · Cavalier blanc sur case noire c3 · Dame blanche sur case blanche f3 · Pion blanc sur case blanche h3 · Pion blanc sur case noire b2 · Pion blanc sur case blanche c2 · Fou blanc sur case blanche e2 · Pion blanc sur case noire f2 · Pion blanc sur case blanche g2 · Tour blanche sur case noire a1 · Roi blanc sur case noire e1 · Tour blanche sur case blanche h1 | Roi noir sur case blanche c8 · Tour noire sur case noire d8 · Cavalier noir sur case blanche g8 · Tour noire sur case noire h8 · Pion noir sur case noire a7 · Pion noir sur case blanche b7 · Cavalier noir sur case blanche d7 · Pion noir sur case blanche f7 · Pion noir sur case noire g7 · Pion noir sur case blanche h7 · Pion noir sur case blanche c6 · Pion noir sur case blanche e6 · Dame noire sur case noire a5 · Fou noir sur case noire b4 · Pion blanc sur case noire d4 · Fou blanc sur case noire f4 · Pion blanc sur case noire a3 · Cavalier blanc sur case noire c3 · Dame blanche sur case blanche f3 · Pion blanc sur case blanche h3 · Pion blanc sur case noire b2 · Pion blanc sur case blanche c2 · Fou blanc sur case blanche e2 · Pion blanc sur case noire f2 · Pion blanc sur case blanche g2 · Tour blanche sur case noire a1 · Roi blanc sur case noire e1 · Tour blanche sur case blanche h1 | Roi noir sur case blanche c8 · Tour noire sur case noire d8 · Cavalier noir sur case blanche g8 · Tour noire sur case noire h8 · Pion noir sur case noire a7 · Pion noir sur case blanche b7 · Cavalier noir sur case blanche d7 · Pion noir sur case blanche f7 · Pion noir sur case noire g7 · Pion noir sur case blanche h7 · Pion noir sur case blanche c6 · Pion noir sur case blanche e6 · Dame noire sur case noire a5 · Fou noir sur case noire b4 · Pion blanc sur case noire d4 · Fou blanc sur case noire f4 · Pion blanc sur case noire a3 · Cavalier blanc sur case noire c3 · Dame blanche sur case blanche f3 · Pion blanc sur case blanche h3 · Pion blanc sur case noire b2 · Pion blanc sur case blanche c2 · Fou blanc sur case blanche e2 · Pion blanc sur case noire f2 · Pion blanc sur case blanche g2 · Tour blanche sur case noire a1 · Roi blanc sur case noire e1 · Tour blanche sur case blanche h1 | Roi noir sur case blanche c8 · Tour noire sur case noire d8 · Cavalier noir sur case blanche g8 · Tour noire sur case noire h8 · Pion noir sur case noire a7 · Pion noir sur case blanche b7 · Cavalier noir sur case blanche d7 · Pion noir sur case blanche f7 · Pion noir sur case noire g7 · Pion noir sur case blanche h7 · Pion noir sur case blanche c6 · Pion noir sur case blanche e6 · Dame noire sur case noire a5 · Fou noir sur case noire b4 · Pion blanc sur case noire d4 · Fou blanc sur case noire f4 · Pion blanc sur case noire a3 · Cavalier blanc sur case noire c3 · Dame blanche sur case blanche f3 · Pion blanc sur case blanche h3 · Pion blanc sur case noire b2 · Pion blanc sur case blanche c2 · Fou blanc sur case blanche e2 · Pion blanc sur case noire f2 · Pion blanc sur case blanche g2 · Tour blanche sur case noire a1 · Roi blanc sur case noire e1 · Tour blanche sur case blanche h1 | Roi noir sur case blanche c8 · Tour noire sur case noire d8 · Cavalier noir sur case blanche g8 · Tour noire sur case noire h8 · Pion noir sur case noire a7 · Pion noir sur case blanche b7 · Cavalier noir sur case blanche d7 · Pion noir sur case blanche f7 · Pion noir sur case noire g7 · Pion noir sur case blanche h7 · Pion noir sur case blanche c6 · Pion noir sur case blanche e6 · Dame noire sur case noire a5 · Fou noir sur case noire b4 · Pion blanc sur case noire d4 · Fou blanc sur case noire f4 · Pion blanc sur case noire a3 · Cavalier blanc sur case noire c3 · Dame blanche sur case blanche f3 · Pion blanc sur case blanche h3 · Pion blanc sur case noire b2 · Pion blanc sur case blanche c2 · Fou blanc sur case blanche e2 · Pion blanc sur case noire f2 · Pion blanc sur case blanche g2 · Tour blanche sur case noire a1 · Roi blanc sur case noire e1 · Tour blanche sur case blanche h1 | 5 |
| 4 | Roi noir sur case blanche c8 · Tour noire sur case noire d8 · Cavalier noir sur case blanche g8 · Tour noire sur case noire h8 · Pion noir sur case noire a7 · Pion noir sur case blanche b7 · Cavalier noir sur case blanche d7 · Pion noir sur case blanche f7 · Pion noir sur case noire g7 · Pion noir sur case blanche h7 · Pion noir sur case blanche c6 · Pion noir sur case blanche e6 · Dame noire sur case noire a5 · Fou noir sur case noire b4 · Pion blanc sur case noire d4 · Fou blanc sur case noire f4 · Pion blanc sur case noire a3 · Cavalier blanc sur case noire c3 · Dame blanche sur case blanche f3 · Pion blanc sur case blanche h3 · Pion blanc sur case noire b2 · Pion blanc sur case blanche c2 · Fou blanc sur case blanche e2 · Pion blanc sur case noire f2 · Pion blanc sur case blanche g2 · Tour blanche sur case noire a1 · Roi blanc sur case noire e1 · Tour blanche sur case blanche h1 | Roi noir sur case blanche c8 · Tour noire sur case noire d8 · Cavalier noir sur case blanche g8 · Tour noire sur case noire h8 · Pion noir sur case noire a7 · Pion noir sur case blanche b7 · Cavalier noir sur case blanche d7 · Pion noir sur case blanche f7 · Pion noir sur case noire g7 · Pion noir sur case blanche h7 · Pion noir sur case blanche c6 · Pion noir sur case blanche e6 · Dame noire sur case noire a5 · Fou noir sur case noire b4 · Pion blanc sur case noire d4 · Fou blanc sur case noire f4 · Pion blanc sur case noire a3 · Cavalier blanc sur case noire c3 · Dame blanche sur case blanche f3 · Pion blanc sur case blanche h3 · Pion blanc sur case noire b2 · Pion blanc sur case blanche c2 · Fou blanc sur case blanche e2 · Pion blanc sur case noire f2 · Pion blanc sur case blanche g2 · Tour blanche sur case noire a1 · Roi blanc sur case noire e1 · Tour blanche sur case blanche h1 | Roi noir sur case blanche c8 · Tour noire sur case noire d8 · Cavalier noir sur case blanche g8 · Tour noire sur case noire h8 · Pion noir sur case noire a7 · Pion noir sur case blanche b7 · Cavalier noir sur case blanche d7 · Pion noir sur case blanche f7 · Pion noir sur case noire g7 · Pion noir sur case blanche h7 · Pion noir sur case blanche c6 · Pion noir sur case blanche e6 · Dame noire sur case noire a5 · Fou noir sur case noire b4 · Pion blanc sur case noire d4 · Fou blanc sur case noire f4 · Pion blanc sur case noire a3 · Cavalier blanc sur case noire c3 · Dame blanche sur case blanche f3 · Pion blanc sur case blanche h3 · Pion blanc sur case noire b2 · Pion blanc sur case blanche c2 · Fou blanc sur case blanche e2 · Pion blanc sur case noire f2 · Pion blanc sur case blanche g2 · Tour blanche sur case noire a1 · Roi blanc sur case noire e1 · Tour blanche sur case blanche h1 | Roi noir sur case blanche c8 · Tour noire sur case noire d8 · Cavalier noir sur case blanche g8 · Tour noire sur case noire h8 · Pion noir sur case noire a7 · Pion noir sur case blanche b7 · Cavalier noir sur case blanche d7 · Pion noir sur case blanche f7 · Pion noir sur case noire g7 · Pion noir sur case blanche h7 · Pion noir sur case blanche c6 · Pion noir sur case blanche e6 · Dame noire sur case noire a5 · Fou noir sur case noire b4 · Pion blanc sur case noire d4 · Fou blanc sur case noire f4 · Pion blanc sur case noire a3 · Cavalier blanc sur case noire c3 · Dame blanche sur case blanche f3 · Pion blanc sur case blanche h3 · Pion blanc sur case noire b2 · Pion blanc sur case blanche c2 · Fou blanc sur case blanche e2 · Pion blanc sur case noire f2 · Pion blanc sur case blanche g2 · Tour blanche sur case noire a1 · Roi blanc sur case noire e1 · Tour blanche sur case blanche h1 | Roi noir sur case blanche c8 · Tour noire sur case noire d8 · Cavalier noir sur case blanche g8 · Tour noire sur case noire h8 · Pion noir sur case noire a7 · Pion noir sur case blanche b7 · Cavalier noir sur case blanche d7 · Pion noir sur case blanche f7 · Pion noir sur case noire g7 · Pion noir sur case blanche h7 · Pion noir sur case blanche c6 · Pion noir sur case blanche e6 · Dame noire sur case noire a5 · Fou noir sur case noire b4 · Pion blanc sur case noire d4 · Fou blanc sur case noire f4 · Pion blanc sur case noire a3 · Cavalier blanc sur case noire c3 · Dame blanche sur case blanche f3 · Pion blanc sur case blanche h3 · Pion blanc sur case noire b2 · Pion blanc sur case blanche c2 · Fou blanc sur case blanche e2 · Pion blanc sur case noire f2 · Pion blanc sur case blanche g2 · Tour blanche sur case noire a1 · Roi blanc sur case noire e1 · Tour blanche sur case blanche h1 | Roi noir sur case blanche c8 · Tour noire sur case noire d8 · Cavalier noir sur case blanche g8 · Tour noire sur case noire h8 · Pion noir sur case noire a7 · Pion noir sur case blanche b7 · Cavalier noir sur case blanche d7 · Pion noir sur case blanche f7 · Pion noir sur case noire g7 · Pion noir sur case blanche h7 · Pion noir sur case blanche c6 · Pion noir sur case blanche e6 · Dame noire sur case noire a5 · Fou noir sur case noire b4 · Pion blanc sur case noire d4 · Fou blanc sur case noire f4 · Pion blanc sur case noire a3 · Cavalier blanc sur case noire c3 · Dame blanche sur case blanche f3 · Pion blanc sur case blanche h3 · Pion blanc sur case noire b2 · Pion blanc sur case blanche c2 · Fou blanc sur case blanche e2 · Pion blanc sur case noire f2 · Pion blanc sur case blanche g2 · Tour blanche sur case noire a1 · Roi blanc sur case noire e1 · Tour blanche sur case blanche h1 | Roi noir sur case blanche c8 · Tour noire sur case noire d8 · Cavalier noir sur case blanche g8 · Tour noire sur case noire h8 · Pion noir sur case noire a7 · Pion noir sur case blanche b7 · Cavalier noir sur case blanche d7 · Pion noir sur case blanche f7 · Pion noir sur case noire g7 · Pion noir sur case blanche h7 · Pion noir sur case blanche c6 · Pion noir sur case blanche e6 · Dame noire sur case noire a5 · Fou noir sur case noire b4 · Pion blanc sur case noire d4 · Fou blanc sur case noire f4 · Pion blanc sur case noire a3 · Cavalier blanc sur case noire c3 · Dame blanche sur case blanche f3 · Pion blanc sur case blanche h3 · Pion blanc sur case noire b2 · Pion blanc sur case blanche c2 · Fou blanc sur case blanche e2 · Pion blanc sur case noire f2 · Pion blanc sur case blanche g2 · Tour blanche sur case noire a1 · Roi blanc sur case noire e1 · Tour blanche sur case blanche h1 | Roi noir sur case blanche c8 · Tour noire sur case noire d8 · Cavalier noir sur case blanche g8 · Tour noire sur case noire h8 · Pion noir sur case noire a7 · Pion noir sur case blanche b7 · Cavalier noir sur case blanche d7 · Pion noir sur case blanche f7 · Pion noir sur case noire g7 · Pion noir sur case blanche h7 · Pion noir sur case blanche c6 · Pion noir sur case blanche e6 · Dame noire sur case noire a5 · Fou noir sur case noire b4 · Pion blanc sur case noire d4 · Fou blanc sur case noire f4 · Pion blanc sur case noire a3 · Cavalier blanc sur case noire c3 · Dame blanche sur case blanche f3 · Pion blanc sur case blanche h3 · Pion blanc sur case noire b2 · Pion blanc sur case blanche c2 · Fou blanc sur case blanche e2 · Pion blanc sur case noire f2 · Pion blanc sur case blanche g2 · Tour blanche sur case noire a1 · Roi blanc sur case noire e1 · Tour blanche sur case blanche h1 | 4 |
| 3 | Roi noir sur case blanche c8 · Tour noire sur case noire d8 · Cavalier noir sur case blanche g8 · Tour noire sur case noire h8 · Pion noir sur case noire a7 · Pion noir sur case blanche b7 · Cavalier noir sur case blanche d7 · Pion noir sur case blanche f7 · Pion noir sur case noire g7 · Pion noir sur case blanche h7 · Pion noir sur case blanche c6 · Pion noir sur case blanche e6 · Dame noire sur case noire a5 · Fou noir sur case noire b4 · Pion blanc sur case noire d4 · Fou blanc sur case noire f4 · Pion blanc sur case noire a3 · Cavalier blanc sur case noire c3 · Dame blanche sur case blanche f3 · Pion blanc sur case blanche h3 · Pion blanc sur case noire b2 · Pion blanc sur case blanche c2 · Fou blanc sur case blanche e2 · Pion blanc sur case noire f2 · Pion blanc sur case blanche g2 · Tour blanche sur case noire a1 · Roi blanc sur case noire e1 · Tour blanche sur case blanche h1 | Roi noir sur case blanche c8 · Tour noire sur case noire d8 · Cavalier noir sur case blanche g8 · Tour noire sur case noire h8 · Pion noir sur case noire a7 · Pion noir sur case blanche b7 · Cavalier noir sur case blanche d7 · Pion noir sur case blanche f7 · Pion noir sur case noire g7 · Pion noir sur case blanche h7 · Pion noir sur case blanche c6 · Pion noir sur case blanche e6 · Dame noire sur case noire a5 · Fou noir sur case noire b4 · Pion blanc sur case noire d4 · Fou blanc sur case noire f4 · Pion blanc sur case noire a3 · Cavalier blanc sur case noire c3 · Dame blanche sur case blanche f3 · Pion blanc sur case blanche h3 · Pion blanc sur case noire b2 · Pion blanc sur case blanche c2 · Fou blanc sur case blanche e2 · Pion blanc sur case noire f2 · Pion blanc sur case blanche g2 · Tour blanche sur case noire a1 · Roi blanc sur case noire e1 · Tour blanche sur case blanche h1 | Roi noir sur case blanche c8 · Tour noire sur case noire d8 · Cavalier noir sur case blanche g8 · Tour noire sur case noire h8 · Pion noir sur case noire a7 · Pion noir sur case blanche b7 · Cavalier noir sur case blanche d7 · Pion noir sur case blanche f7 · Pion noir sur case noire g7 · Pion noir sur case blanche h7 · Pion noir sur case blanche c6 · Pion noir sur case blanche e6 · Dame noire sur case noire a5 · Fou noir sur case noire b4 · Pion blanc sur case noire d4 · Fou blanc sur case noire f4 · Pion blanc sur case noire a3 · Cavalier blanc sur case noire c3 · Dame blanche sur case blanche f3 · Pion blanc sur case blanche h3 · Pion blanc sur case noire b2 · Pion blanc sur case blanche c2 · Fou blanc sur case blanche e2 · Pion blanc sur case noire f2 · Pion blanc sur case blanche g2 · Tour blanche sur case noire a1 · Roi blanc sur case noire e1 · Tour blanche sur case blanche h1 | Roi noir sur case blanche c8 · Tour noire sur case noire d8 · Cavalier noir sur case blanche g8 · Tour noire sur case noire h8 · Pion noir sur case noire a7 · Pion noir sur case blanche b7 · Cavalier noir sur case blanche d7 · Pion noir sur case blanche f7 · Pion noir sur case noire g7 · Pion noir sur case blanche h7 · Pion noir sur case blanche c6 · Pion noir sur case blanche e6 · Dame noire sur case noire a5 · Fou noir sur case noire b4 · Pion blanc sur case noire d4 · Fou blanc sur case noire f4 · Pion blanc sur case noire a3 · Cavalier blanc sur case noire c3 · Dame blanche sur case blanche f3 · Pion blanc sur case blanche h3 · Pion blanc sur case noire b2 · Pion blanc sur case blanche c2 · Fou blanc sur case blanche e2 · Pion blanc sur case noire f2 · Pion blanc sur case blanche g2 · Tour blanche sur case noire a1 · Roi blanc sur case noire e1 · Tour blanche sur case blanche h1 | Roi noir sur case blanche c8 · Tour noire sur case noire d8 · Cavalier noir sur case blanche g8 · Tour noire sur case noire h8 · Pion noir sur case noire a7 · Pion noir sur case blanche b7 · Cavalier noir sur case blanche d7 · Pion noir sur case blanche f7 · Pion noir sur case noire g7 · Pion noir sur case blanche h7 · Pion noir sur case blanche c6 · Pion noir sur case blanche e6 · Dame noire sur case noire a5 · Fou noir sur case noire b4 · Pion blanc sur case noire d4 · Fou blanc sur case noire f4 · Pion blanc sur case noire a3 · Cavalier blanc sur case noire c3 · Dame blanche sur case blanche f3 · Pion blanc sur case blanche h3 · Pion blanc sur case noire b2 · Pion blanc sur case blanche c2 · Fou blanc sur case blanche e2 · Pion blanc sur case noire f2 · Pion blanc sur case blanche g2 · Tour blanche sur case noire a1 · Roi blanc sur case noire e1 · Tour blanche sur case blanche h1 | Roi noir sur case blanche c8 · Tour noire sur case noire d8 · Cavalier noir sur case blanche g8 · Tour noire sur case noire h8 · Pion noir sur case noire a7 · Pion noir sur case blanche b7 · Cavalier noir sur case blanche d7 · Pion noir sur case blanche f7 · Pion noir sur case noire g7 · Pion noir sur case blanche h7 · Pion noir sur case blanche c6 · Pion noir sur case blanche e6 · Dame noire sur case noire a5 · Fou noir sur case noire b4 · Pion blanc sur case noire d4 · Fou blanc sur case noire f4 · Pion blanc sur case noire a3 · Cavalier blanc sur case noire c3 · Dame blanche sur case blanche f3 · Pion blanc sur case blanche h3 · Pion blanc sur case noire b2 · Pion blanc sur case blanche c2 · Fou blanc sur case blanche e2 · Pion blanc sur case noire f2 · Pion blanc sur case blanche g2 · Tour blanche sur case noire a1 · Roi blanc sur case noire e1 · Tour blanche sur case blanche h1 | Roi noir sur case blanche c8 · Tour noire sur case noire d8 · Cavalier noir sur case blanche g8 · Tour noire sur case noire h8 · Pion noir sur case noire a7 · Pion noir sur case blanche b7 · Cavalier noir sur case blanche d7 · Pion noir sur case blanche f7 · Pion noir sur case noire g7 · Pion noir sur case blanche h7 · Pion noir sur case blanche c6 · Pion noir sur case blanche e6 · Dame noire sur case noire a5 · Fou noir sur case noire b4 · Pion blanc sur case noire d4 · Fou blanc sur case noire f4 · Pion blanc sur case noire a3 · Cavalier blanc sur case noire c3 · Dame blanche sur case blanche f3 · Pion blanc sur case blanche h3 · Pion blanc sur case noire b2 · Pion blanc sur case blanche c2 · Fou blanc sur case blanche e2 · Pion blanc sur case noire f2 · Pion blanc sur case blanche g2 · Tour blanche sur case noire a1 · Roi blanc sur case noire e1 · Tour blanche sur case blanche h1 | Roi noir sur case blanche c8 · Tour noire sur case noire d8 · Cavalier noir sur case blanche g8 · Tour noire sur case noire h8 · Pion noir sur case noire a7 · Pion noir sur case blanche b7 · Cavalier noir sur case blanche d7 · Pion noir sur case blanche f7 · Pion noir sur case noire g7 · Pion noir sur case blanche h7 · Pion noir sur case blanche c6 · Pion noir sur case blanche e6 · Dame noire sur case noire a5 · Fou noir sur case noire b4 · Pion blanc sur case noire d4 · Fou blanc sur case noire f4 · Pion blanc sur case noire a3 · Cavalier blanc sur case noire c3 · Dame blanche sur case blanche f3 · Pion blanc sur case blanche h3 · Pion blanc sur case noire b2 · Pion blanc sur case blanche c2 · Fou blanc sur case blanche e2 · Pion blanc sur case noire f2 · Pion blanc sur case blanche g2 · Tour blanche sur case noire a1 · Roi blanc sur case noire e1 · Tour blanche sur case blanche h1 | 3 |
| 2 | Roi noir sur case blanche c8 · Tour noire sur case noire d8 · Cavalier noir sur case blanche g8 · Tour noire sur case noire h8 · Pion noir sur case noire a7 · Pion noir sur case blanche b7 · Cavalier noir sur case blanche d7 · Pion noir sur case blanche f7 · Pion noir sur case noire g7 · Pion noir sur case blanche h7 · Pion noir sur case blanche c6 · Pion noir sur case blanche e6 · Dame noire sur case noire a5 · Fou noir sur case noire b4 · Pion blanc sur case noire d4 · Fou blanc sur case noire f4 · Pion blanc sur case noire a3 · Cavalier blanc sur case noire c3 · Dame blanche sur case blanche f3 · Pion blanc sur case blanche h3 · Pion blanc sur case noire b2 · Pion blanc sur case blanche c2 · Fou blanc sur case blanche e2 · Pion blanc sur case noire f2 · Pion blanc sur case blanche g2 · Tour blanche sur case noire a1 · Roi blanc sur case noire e1 · Tour blanche sur case blanche h1 | Roi noir sur case blanche c8 · Tour noire sur case noire d8 · Cavalier noir sur case blanche g8 · Tour noire sur case noire h8 · Pion noir sur case noire a7 · Pion noir sur case blanche b7 · Cavalier noir sur case blanche d7 · Pion noir sur case blanche f7 · Pion noir sur case noire g7 · Pion noir sur case blanche h7 · Pion noir sur case blanche c6 · Pion noir sur case blanche e6 · Dame noire sur case noire a5 · Fou noir sur case noire b4 · Pion blanc sur case noire d4 · Fou blanc sur case noire f4 · Pion blanc sur case noire a3 · Cavalier blanc sur case noire c3 · Dame blanche sur case blanche f3 · Pion blanc sur case blanche h3 · Pion blanc sur case noire b2 · Pion blanc sur case blanche c2 · Fou blanc sur case blanche e2 · Pion blanc sur case noire f2 · Pion blanc sur case blanche g2 · Tour blanche sur case noire a1 · Roi blanc sur case noire e1 · Tour blanche sur case blanche h1 | Roi noir sur case blanche c8 · Tour noire sur case noire d8 · Cavalier noir sur case blanche g8 · Tour noire sur case noire h8 · Pion noir sur case noire a7 · Pion noir sur case blanche b7 · Cavalier noir sur case blanche d7 · Pion noir sur case blanche f7 · Pion noir sur case noire g7 · Pion noir sur case blanche h7 · Pion noir sur case blanche c6 · Pion noir sur case blanche e6 · Dame noire sur case noire a5 · Fou noir sur case noire b4 · Pion blanc sur case noire d4 · Fou blanc sur case noire f4 · Pion blanc sur case noire a3 · Cavalier blanc sur case noire c3 · Dame blanche sur case blanche f3 · Pion blanc sur case blanche h3 · Pion blanc sur case noire b2 · Pion blanc sur case blanche c2 · Fou blanc sur case blanche e2 · Pion blanc sur case noire f2 · Pion blanc sur case blanche g2 · Tour blanche sur case noire a1 · Roi blanc sur case noire e1 · Tour blanche sur case blanche h1 | Roi noir sur case blanche c8 · Tour noire sur case noire d8 · Cavalier noir sur case blanche g8 · Tour noire sur case noire h8 · Pion noir sur case noire a7 · Pion noir sur case blanche b7 · Cavalier noir sur case blanche d7 · Pion noir sur case blanche f7 · Pion noir sur case noire g7 · Pion noir sur case blanche h7 · Pion noir sur case blanche c6 · Pion noir sur case blanche e6 · Dame noire sur case noire a5 · Fou noir sur case noire b4 · Pion blanc sur case noire d4 · Fou blanc sur case noire f4 · Pion blanc sur case noire a3 · Cavalier blanc sur case noire c3 · Dame blanche sur case blanche f3 · Pion blanc sur case blanche h3 · Pion blanc sur case noire b2 · Pion blanc sur case blanche c2 · Fou blanc sur case blanche e2 · Pion blanc sur case noire f2 · Pion blanc sur case blanche g2 · Tour blanche sur case noire a1 · Roi blanc sur case noire e1 · Tour blanche sur case blanche h1 | Roi noir sur case blanche c8 · Tour noire sur case noire d8 · Cavalier noir sur case blanche g8 · Tour noire sur case noire h8 · Pion noir sur case noire a7 · Pion noir sur case blanche b7 · Cavalier noir sur case blanche d7 · Pion noir sur case blanche f7 · Pion noir sur case noire g7 · Pion noir sur case blanche h7 · Pion noir sur case blanche c6 · Pion noir sur case blanche e6 · Dame noire sur case noire a5 · Fou noir sur case noire b4 · Pion blanc sur case noire d4 · Fou blanc sur case noire f4 · Pion blanc sur case noire a3 · Cavalier blanc sur case noire c3 · Dame blanche sur case blanche f3 · Pion blanc sur case blanche h3 · Pion blanc sur case noire b2 · Pion blanc sur case blanche c2 · Fou blanc sur case blanche e2 · Pion blanc sur case noire f2 · Pion blanc sur case blanche g2 · Tour blanche sur case noire a1 · Roi blanc sur case noire e1 · Tour blanche sur case blanche h1 | Roi noir sur case blanche c8 · Tour noire sur case noire d8 · Cavalier noir sur case blanche g8 · Tour noire sur case noire h8 · Pion noir sur case noire a7 · Pion noir sur case blanche b7 · Cavalier noir sur case blanche d7 · Pion noir sur case blanche f7 · Pion noir sur case noire g7 · Pion noir sur case blanche h7 · Pion noir sur case blanche c6 · Pion noir sur case blanche e6 · Dame noire sur case noire a5 · Fou noir sur case noire b4 · Pion blanc sur case noire d4 · Fou blanc sur case noire f4 · Pion blanc sur case noire a3 · Cavalier blanc sur case noire c3 · Dame blanche sur case blanche f3 · Pion blanc sur case blanche h3 · Pion blanc sur case noire b2 · Pion blanc sur case blanche c2 · Fou blanc sur case blanche e2 · Pion blanc sur case noire f2 · Pion blanc sur case blanche g2 · Tour blanche sur case noire a1 · Roi blanc sur case noire e1 · Tour blanche sur case blanche h1 | Roi noir sur case blanche c8 · Tour noire sur case noire d8 · Cavalier noir sur case blanche g8 · Tour noire sur case noire h8 · Pion noir sur case noire a7 · Pion noir sur case blanche b7 · Cavalier noir sur case blanche d7 · Pion noir sur case blanche f7 · Pion noir sur case noire g7 · Pion noir sur case blanche h7 · Pion noir sur case blanche c6 · Pion noir sur case blanche e6 · Dame noire sur case noire a5 · Fou noir sur case noire b4 · Pion blanc sur case noire d4 · Fou blanc sur case noire f4 · Pion blanc sur case noire a3 · Cavalier blanc sur case noire c3 · Dame blanche sur case blanche f3 · Pion blanc sur case blanche h3 · Pion blanc sur case noire b2 · Pion blanc sur case blanche c2 · Fou blanc sur case blanche e2 · Pion blanc sur case noire f2 · Pion blanc sur case blanche g2 · Tour blanche sur case noire a1 · Roi blanc sur case noire e1 · Tour blanche sur case blanche h1 | Roi noir sur case blanche c8 · Tour noire sur case noire d8 · Cavalier noir sur case blanche g8 · Tour noire sur case noire h8 · Pion noir sur case noire a7 · Pion noir sur case blanche b7 · Cavalier noir sur case blanche d7 · Pion noir sur case blanche f7 · Pion noir sur case noire g7 · Pion noir sur case blanche h7 · Pion noir sur case blanche c6 · Pion noir sur case blanche e6 · Dame noire sur case noire a5 · Fou noir sur case noire b4 · Pion blanc sur case noire d4 · Fou blanc sur case noire f4 · Pion blanc sur case noire a3 · Cavalier blanc sur case noire c3 · Dame blanche sur case blanche f3 · Pion blanc sur case blanche h3 · Pion blanc sur case noire b2 · Pion blanc sur case blanche c2 · Fou blanc sur case blanche e2 · Pion blanc sur case noire f2 · Pion blanc sur case blanche g2 · Tour blanche sur case noire a1 · Roi blanc sur case noire e1 · Tour blanche sur case blanche h1 | 2 |
| 1 | Roi noir sur case blanche c8 · Tour noire sur case noire d8 · Cavalier noir sur case blanche g8 · Tour noire sur case noire h8 · Pion noir sur case noire a7 · Pion noir sur case blanche b7 · Cavalier noir sur case blanche d7 · Pion noir sur case blanche f7 · Pion noir sur case noire g7 · Pion noir sur case blanche h7 · Pion noir sur case blanche c6 · Pion noir sur case blanche e6 · Dame noire sur case noire a5 · Fou noir sur case noire b4 · Pion blanc sur case noire d4 · Fou blanc sur case noire f4 · Pion blanc sur case noire a3 · Cavalier blanc sur case noire c3 · Dame blanche sur case blanche f3 · Pion blanc sur case blanche h3 · Pion blanc sur case noire b2 · Pion blanc sur case blanche c2 · Fou blanc sur case blanche e2 · Pion blanc sur case noire f2 · Pion blanc sur case blanche g2 · Tour blanche sur case noire a1 · Roi blanc sur case noire e1 · Tour blanche sur case blanche h1 | Roi noir sur case blanche c8 · Tour noire sur case noire d8 · Cavalier noir sur case blanche g8 · Tour noire sur case noire h8 · Pion noir sur case noire a7 · Pion noir sur case blanche b7 · Cavalier noir sur case blanche d7 · Pion noir sur case blanche f7 · Pion noir sur case noire g7 · Pion noir sur case blanche h7 · Pion noir sur case blanche c6 · Pion noir sur case blanche e6 · Dame noire sur case noire a5 · Fou noir sur case noire b4 · Pion blanc sur case noire d4 · Fou blanc sur case noire f4 · Pion blanc sur case noire a3 · Cavalier blanc sur case noire c3 · Dame blanche sur case blanche f3 · Pion blanc sur case blanche h3 · Pion blanc sur case noire b2 · Pion blanc sur case blanche c2 · Fou blanc sur case blanche e2 · Pion blanc sur case noire f2 · Pion blanc sur case blanche g2 · Tour blanche sur case noire a1 · Roi blanc sur case noire e1 · Tour blanche sur case blanche h1 | Roi noir sur case blanche c8 · Tour noire sur case noire d8 · Cavalier noir sur case blanche g8 · Tour noire sur case noire h8 · Pion noir sur case noire a7 · Pion noir sur case blanche b7 · Cavalier noir sur case blanche d7 · Pion noir sur case blanche f7 · Pion noir sur case noire g7 · Pion noir sur case blanche h7 · Pion noir sur case blanche c6 · Pion noir sur case blanche e6 · Dame noire sur case noire a5 · Fou noir sur case noire b4 · Pion blanc sur case noire d4 · Fou blanc sur case noire f4 · Pion blanc sur case noire a3 · Cavalier blanc sur case noire c3 · Dame blanche sur case blanche f3 · Pion blanc sur case blanche h3 · Pion blanc sur case noire b2 · Pion blanc sur case blanche c2 · Fou blanc sur case blanche e2 · Pion blanc sur case noire f2 · Pion blanc sur case blanche g2 · Tour blanche sur case noire a1 · Roi blanc sur case noire e1 · Tour blanche sur case blanche h1 | Roi noir sur case blanche c8 · Tour noire sur case noire d8 · Cavalier noir sur case blanche g8 · Tour noire sur case noire h8 · Pion noir sur case noire a7 · Pion noir sur case blanche b7 · Cavalier noir sur case blanche d7 · Pion noir sur case blanche f7 · Pion noir sur case noire g7 · Pion noir sur case blanche h7 · Pion noir sur case blanche c6 · Pion noir sur case blanche e6 · Dame noire sur case noire a5 · Fou noir sur case noire b4 · Pion blanc sur case noire d4 · Fou blanc sur case noire f4 · Pion blanc sur case noire a3 · Cavalier blanc sur case noire c3 · Dame blanche sur case blanche f3 · Pion blanc sur case blanche h3 · Pion blanc sur case noire b2 · Pion blanc sur case blanche c2 · Fou blanc sur case blanche e2 · Pion blanc sur case noire f2 · Pion blanc sur case blanche g2 · Tour blanche sur case noire a1 · Roi blanc sur case noire e1 · Tour blanche sur case blanche h1 | Roi noir sur case blanche c8 · Tour noire sur case noire d8 · Cavalier noir sur case blanche g8 · Tour noire sur case noire h8 · Pion noir sur case noire a7 · Pion noir sur case blanche b7 · Cavalier noir sur case blanche d7 · Pion noir sur case blanche f7 · Pion noir sur case noire g7 · Pion noir sur case blanche h7 · Pion noir sur case blanche c6 · Pion noir sur case blanche e6 · Dame noire sur case noire a5 · Fou noir sur case noire b4 · Pion blanc sur case noire d4 · Fou blanc sur case noire f4 · Pion blanc sur case noire a3 · Cavalier blanc sur case noire c3 · Dame blanche sur case blanche f3 · Pion blanc sur case blanche h3 · Pion blanc sur case noire b2 · Pion blanc sur case blanche c2 · Fou blanc sur case blanche e2 · Pion blanc sur case noire f2 · Pion blanc sur case blanche g2 · Tour blanche sur case noire a1 · Roi blanc sur case noire e1 · Tour blanche sur case blanche h1 | Roi noir sur case blanche c8 · Tour noire sur case noire d8 · Cavalier noir sur case blanche g8 · Tour noire sur case noire h8 · Pion noir sur case noire a7 · Pion noir sur case blanche b7 · Cavalier noir sur case blanche d7 · Pion noir sur case blanche f7 · Pion noir sur case noire g7 · Pion noir sur case blanche h7 · Pion noir sur case blanche c6 · Pion noir sur case blanche e6 · Dame noire sur case noire a5 · Fou noir sur case noire b4 · Pion blanc sur case noire d4 · Fou blanc sur case noire f4 · Pion blanc sur case noire a3 · Cavalier blanc sur case noire c3 · Dame blanche sur case blanche f3 · Pion blanc sur case blanche h3 · Pion blanc sur case noire b2 · Pion blanc sur case blanche c2 · Fou blanc sur case blanche e2 · Pion blanc sur case noire f2 · Pion blanc sur case blanche g2 · Tour blanche sur case noire a1 · Roi blanc sur case noire e1 · Tour blanche sur case blanche h1 | Roi noir sur case blanche c8 · Tour noire sur case noire d8 · Cavalier noir sur case blanche g8 · Tour noire sur case noire h8 · Pion noir sur case noire a7 · Pion noir sur case blanche b7 · Cavalier noir sur case blanche d7 · Pion noir sur case blanche f7 · Pion noir sur case noire g7 · Pion noir sur case blanche h7 · Pion noir sur case blanche c6 · Pion noir sur case blanche e6 · Dame noire sur case noire a5 · Fou noir sur case noire b4 · Pion blanc sur case noire d4 · Fou blanc sur case noire f4 · Pion blanc sur case noire a3 · Cavalier blanc sur case noire c3 · Dame blanche sur case blanche f3 · Pion blanc sur case blanche h3 · Pion blanc sur case noire b2 · Pion blanc sur case blanche c2 · Fou blanc sur case blanche e2 · Pion blanc sur case noire f2 · Pion blanc sur case blanche g2 · Tour blanche sur case noire a1 · Roi blanc sur case noire e1 · Tour blanche sur case blanche h1 | Roi noir sur case blanche c8 · Tour noire sur case noire d8 · Cavalier noir sur case blanche g8 · Tour noire sur case noire h8 · Pion noir sur case noire a7 · Pion noir sur case blanche b7 · Cavalier noir sur case blanche d7 · Pion noir sur case blanche f7 · Pion noir sur case noire g7 · Pion noir sur case blanche h7 · Pion noir sur case blanche c6 · Pion noir sur case blanche e6 · Dame noire sur case noire a5 · Fou noir sur case noire b4 · Pion blanc sur case noire d4 · Fou blanc sur case noire f4 · Pion blanc sur case noire a3 · Cavalier blanc sur case noire c3 · Dame blanche sur case blanche f3 · Pion blanc sur case blanche h3 · Pion blanc sur case noire b2 · Pion blanc sur case blanche c2 · Fou blanc sur case blanche e2 · Pion blanc sur case noire f2 · Pion blanc sur case blanche g2 · Tour blanche sur case noire a1 · Roi blanc sur case noire e1 · Tour blanche sur case blanche h1 | 1 |
|   | a | b | c | d | e | f | g | h |   |

Budapest, 1934
Scandinave
1. e4 d5 2. exd5 Dxd5 3. Cc3 Da5 4. d4 c6 5. Cf3 Fg4 6. Ff4 e6 7. h3 Fxf3 8. Dxf3 Fb4 9. Fe2 Cd7 10. a3 0-0-0??
Dans un autre livre, Reinfeld a écrit « les noirs croient que [11.axb4] est hors de question. Mais, les blancs, voyant plus loin et s'appuyant sur leur excellente position offensive, ont une surprenante et explosive suite. » Iakov Neishtadt a écrit « les noirs sont convaincus que leur adversaire ne peut prendre le fou. Cela serait le cas s'ils avaient joué non pas 10...0-0-0, mais bien 10... Cgf6. Seirawan et Nikolay Minev donnent ce conseil : « Motto : pensez-y à deux fois avant de roquer du côté dame ! »
11.axb4‼ Dxa1+

12.Rd2! Dxh1
Reinfeld a écrit « de façon microscopique, il était préférable de jouer 12... Ce5 13. Fxe5 Dxh1 14. Dxf7 Td7 (amusant serait 14... Ce7 15. Dxe6+! Td7 16. Fg4 Thd8 17. Dd6! qui force le mat) 15. De8+ Td8 16. Dxe6+ Td7 17. De8+ Td8 18. Fg4#! ».
13. Dxc6+!  bxc6 14. Fa6# 1-0